# لودوکسامید
لودوکسامید (به انگلیسی: Lodoxamide) با فرمول شیمیایی C۱۱H۶ClN۳O۶ یک ترکیب شیمیایی با شناسه پاب‌کم ۴۴۵۶۴ است. که جرم مولی آن ۳۱۱٫۶۳۴۸۴ g/mol می‌باشد. 